# Arnstorf
Arnstorf ist ein Markt im niederbayerischen Landkreis Rottal-Inn.

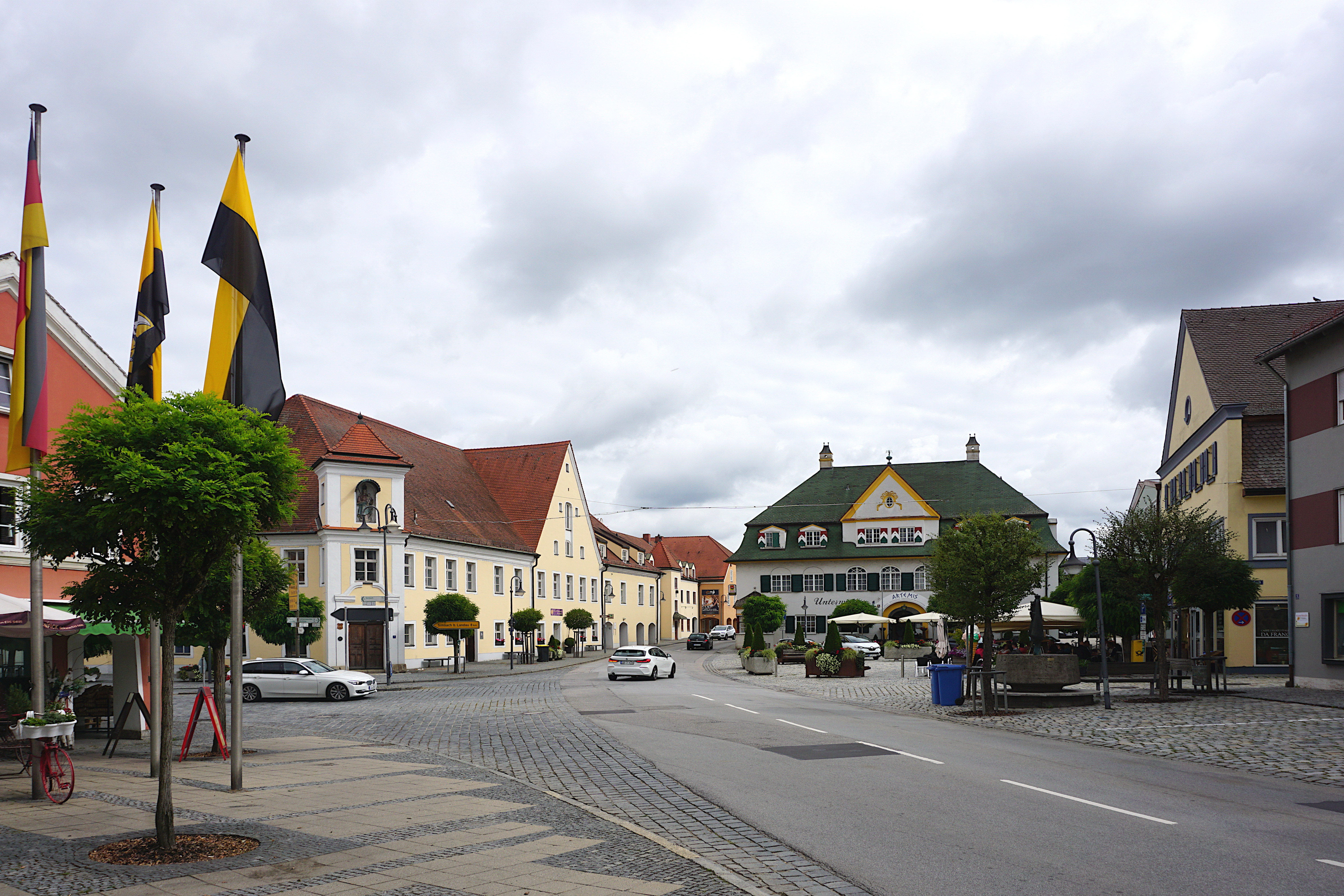
Marktplatz in Arnstorf

## Geografie

### Geografische Lage
Der Markt liegt an der Kollbach in der Region Landshut inmitten der Unterbayerischen Hügellandschaft, etwa 20 km südlich von Landau an der Isar, 29 km östlich von Dingolfing, 22 km nordöstlich von Eggenfelden, 18 km nördlich von Pfarrkirchen sowie 32 km westlich von Vilshofen, wenige Kilometer von der Bundesstraße 20 entfernt. Nächstgelegene Bahnhöfe sind in Landau und Pfarrkirchen zu finden.

### Gemeindegliederung

#### Gemeindeteile

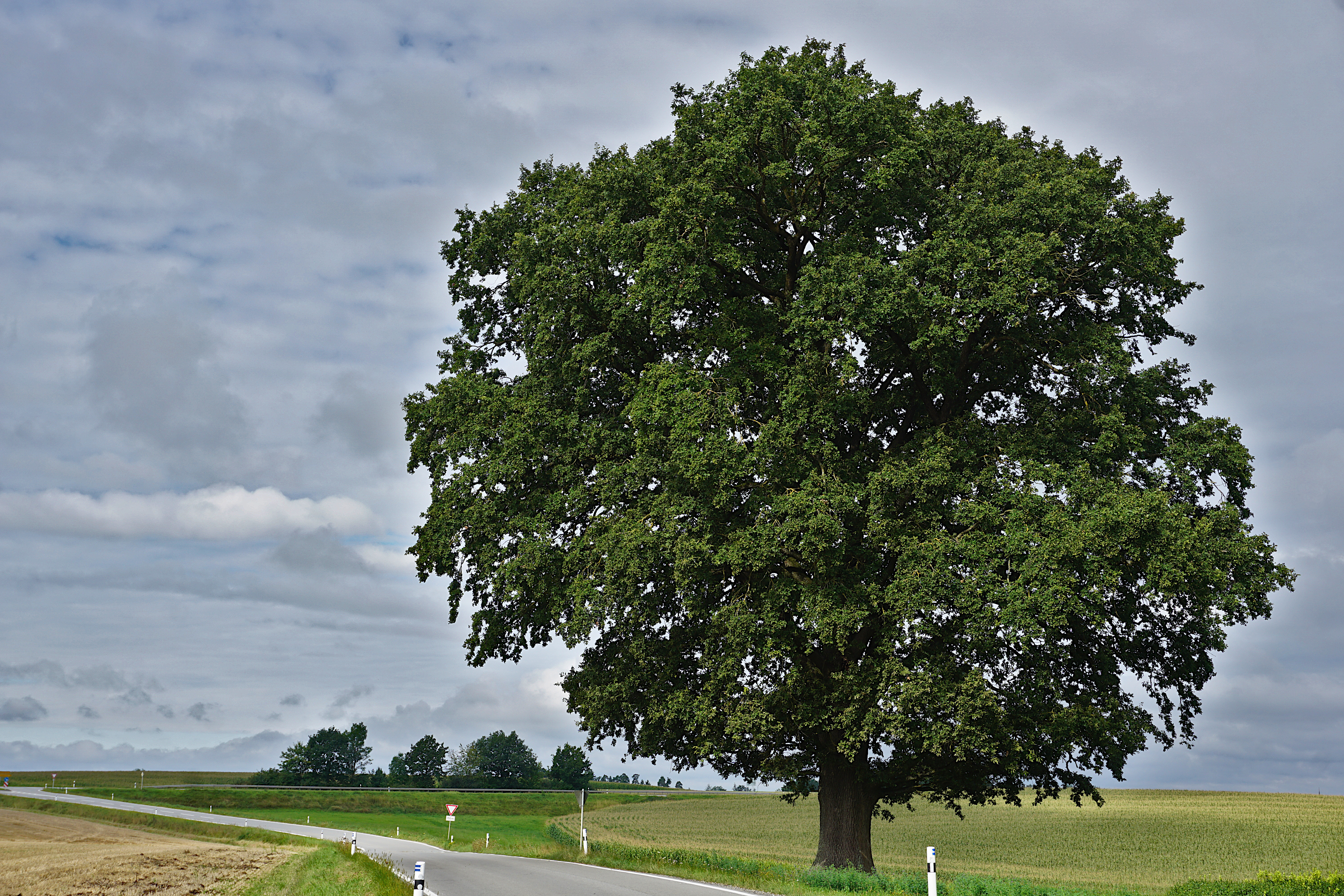
Naturdenkmal Kugeleiche bei Henning

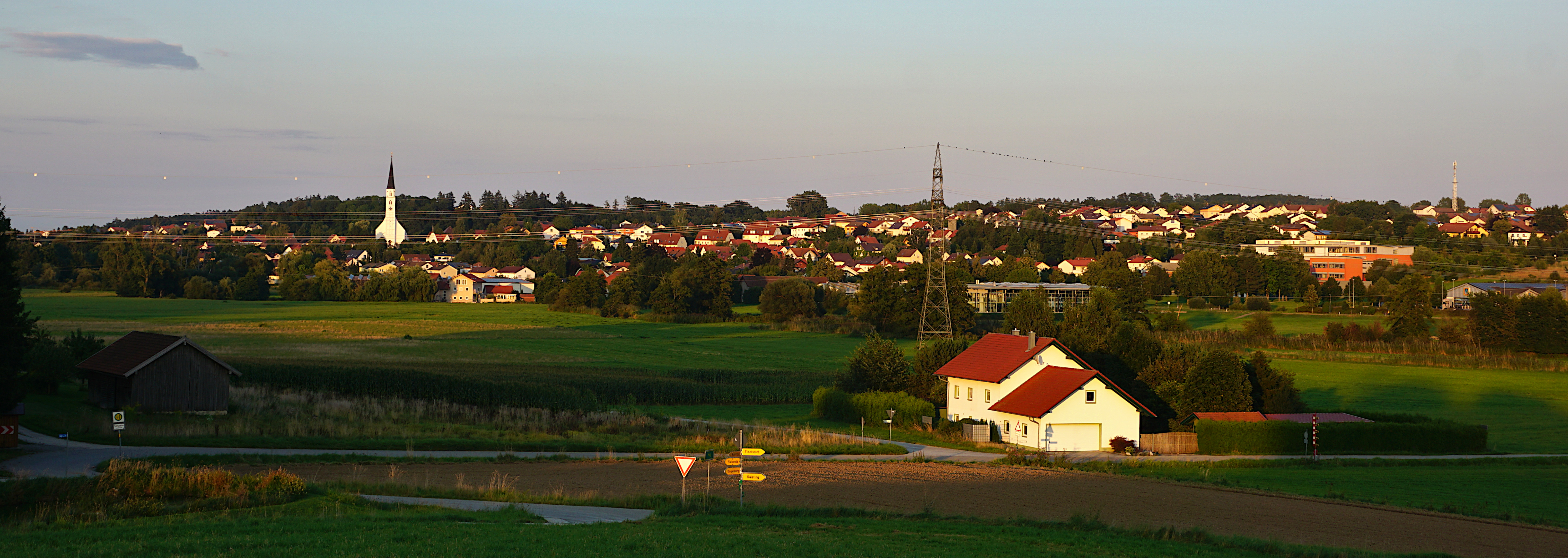
Blick auf Arnstorf

Es gibt 151 Gemeindeteile:
- Adermann
- Aicha
- Aign
- Aigner im Ried
- Altmannskinden
- Arnstorf
- Asbach
- Baumgarten
- Bergham
- Birchen
- Birkafeld
- Blumdorf
- Bruckbach
- Bruckmühle
- Burgerfeld
- Daimhäuseln
- Dingelsberg
- Döttenau
- Döttenberg
- Eck
- Ed
- Eiselstorf
- Falkerding
- Fernbirchen
- Freising
- Furtschneid
- Gaiswimm
- Gartenöd
- Geiersberg
- Geiselsdorf
- Gerlstetten
- Grafendorf
- Grub
- Habersbrunn
- Hafenöd
- Hag
- Hainberg
- Heißen
- Heißenhub
- Henning
- Hinterholzen
- Hinteröd
- Hochwimm
- Hödl
- Hof
- Hoheneichberg
- Holz
- Holzen
- Holzham
- Holzhäuseln
- Holzmann
- Holzweber
- Jägerndorf
- Kapfing
- Kattenberg
- Kellerhaus
- Kemathen
- Kloberg
- Knockenthal
- Kohlstorf
- Kolmöd
- Kornöd
- Kreiling
- Kroneck
- Kudlhub
- Kühbach
- Kühblei
- Kürpen
- Lampersdorf
- Langhub
- Lindach am Burgerfeld
- Loh
- Lohmann
- Mariakirchen
- Mitterhausen
- Mühlberg
- Neukirchen
- Niederlucken
- Nömer
- Oberelend
- Oberradlsbach
- Oberreut
- Oberwimpersing
- Ofen
- Padersberg
- Pauxöd
- Petersdorf
- Picklöd
- Puch
- Püchl
- Qualn
- Rabenbrunn
- Radelsbach
- Raisting
- Reisach
- Reisat
- Reitberg
- Reith
- Ried
- Ruppertskirchen
- Sägmühl
- Salksdorf
- Sattlern
- Schachten
- Schachtenmann
- Schickanöd
- Schimpfhausen
- Schleeburg
- Schlott
- Schmidhub
- Schornöd
- Schröttendorf
- Sendlmeier
- Sichenpoint
- Siegerstorf
- Siglthann
- Sommerstorf
- Speisöd
- Stadl
- Staudach
- Steindorf
- Stelzenöd
- Stierberg
- Stocka
- Stockahausen
- Thal
- Thalhausen
- Thannermann
- Thanning
- Triefelden
- Unterelend
- Unterkager
- Unterreut
- Unterschachten
- Unterwimpersing
- Volkstorf
- Wabach
- Wada
- Wadermann
- Weilnbach
- Weingarten
- Westerndorf
- Wiedmais
- Wimpersing
- Winchen
- Zachenöd
- Zankl
- Zeil
- Zeilling
- Zenzlhub
- Zwilling

### Einige Gemeindeteile

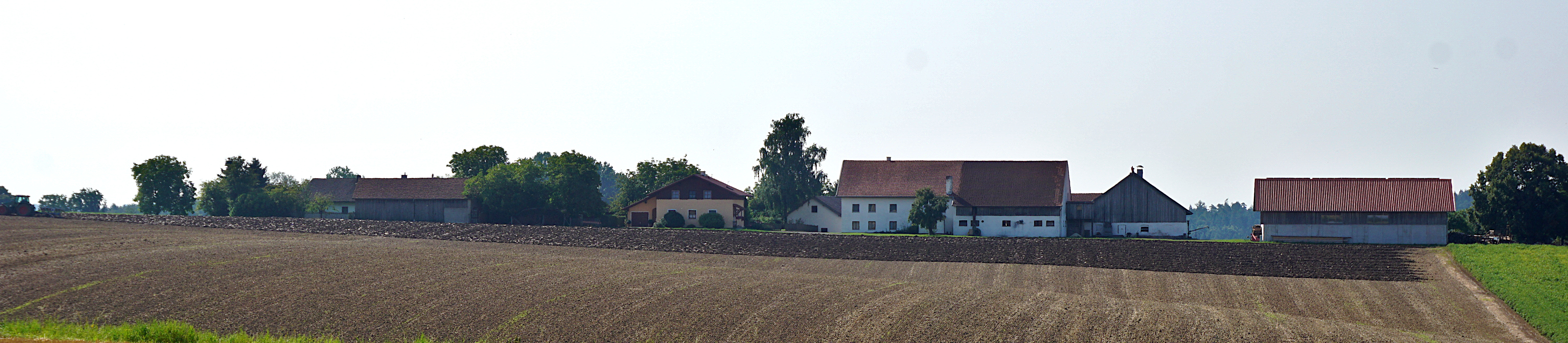
Bergham
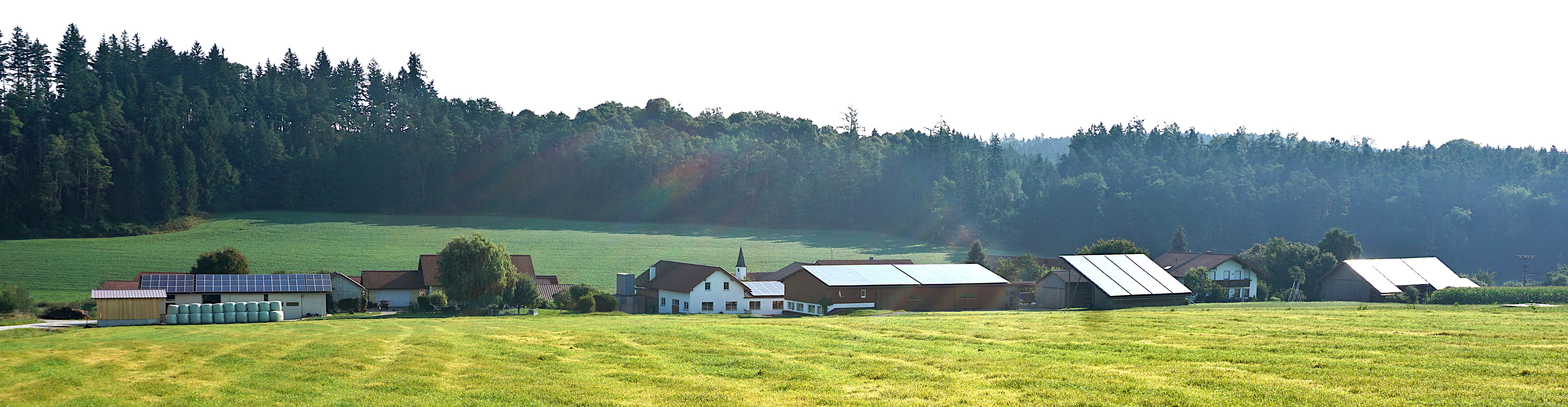
Blumdorf
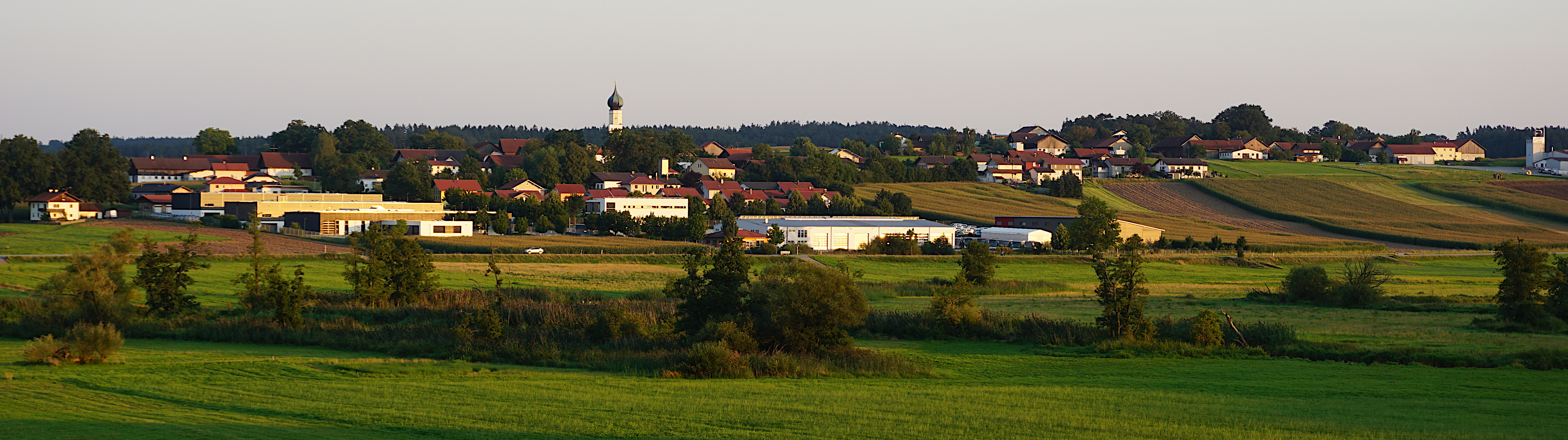
Hainberg
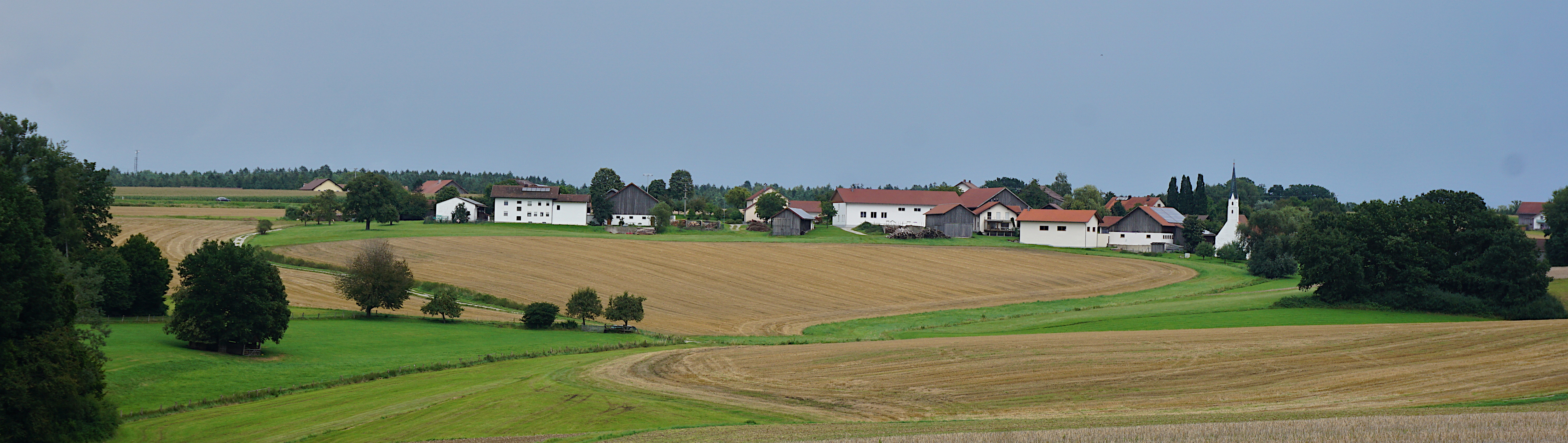
Kühbach
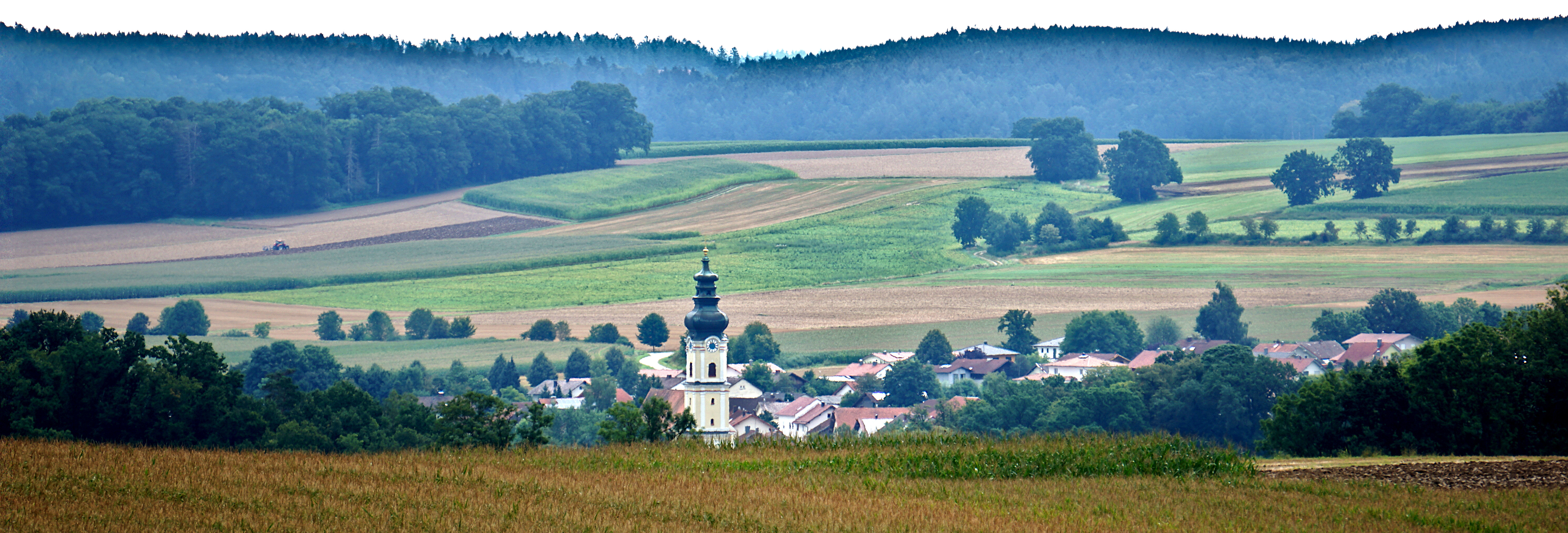
Mariakirchen
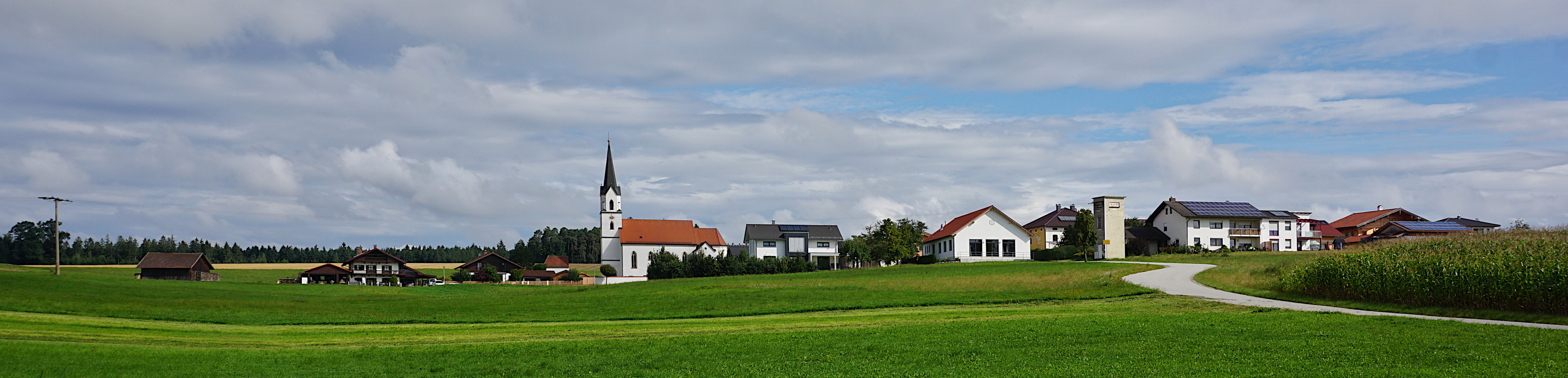
Mitterhausen
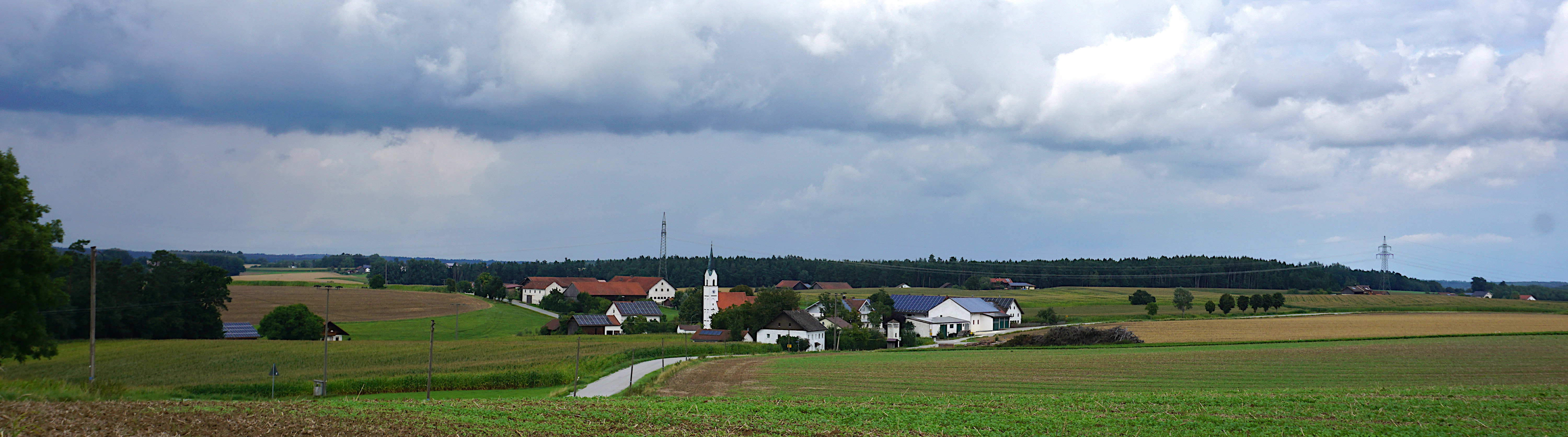
Neukirchen
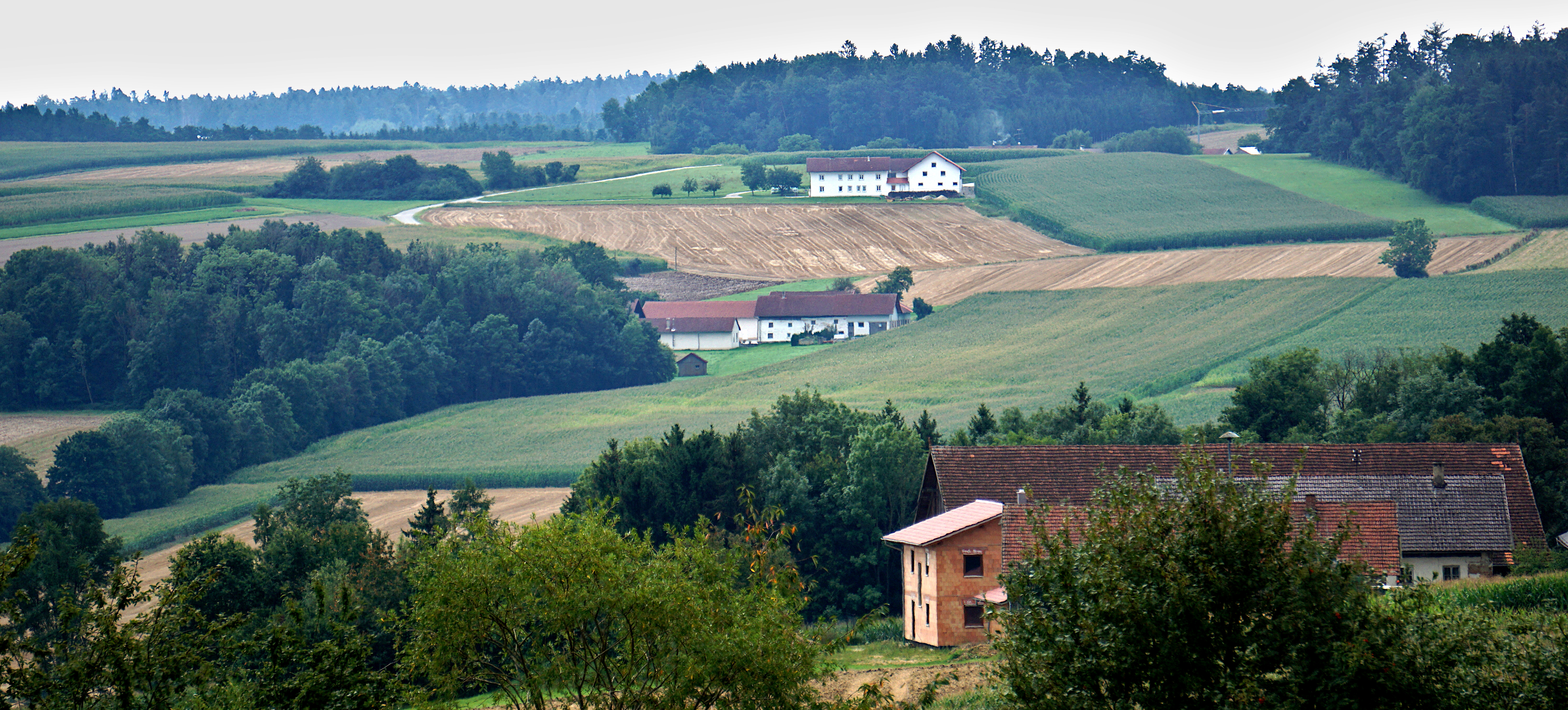
Schachtenmann
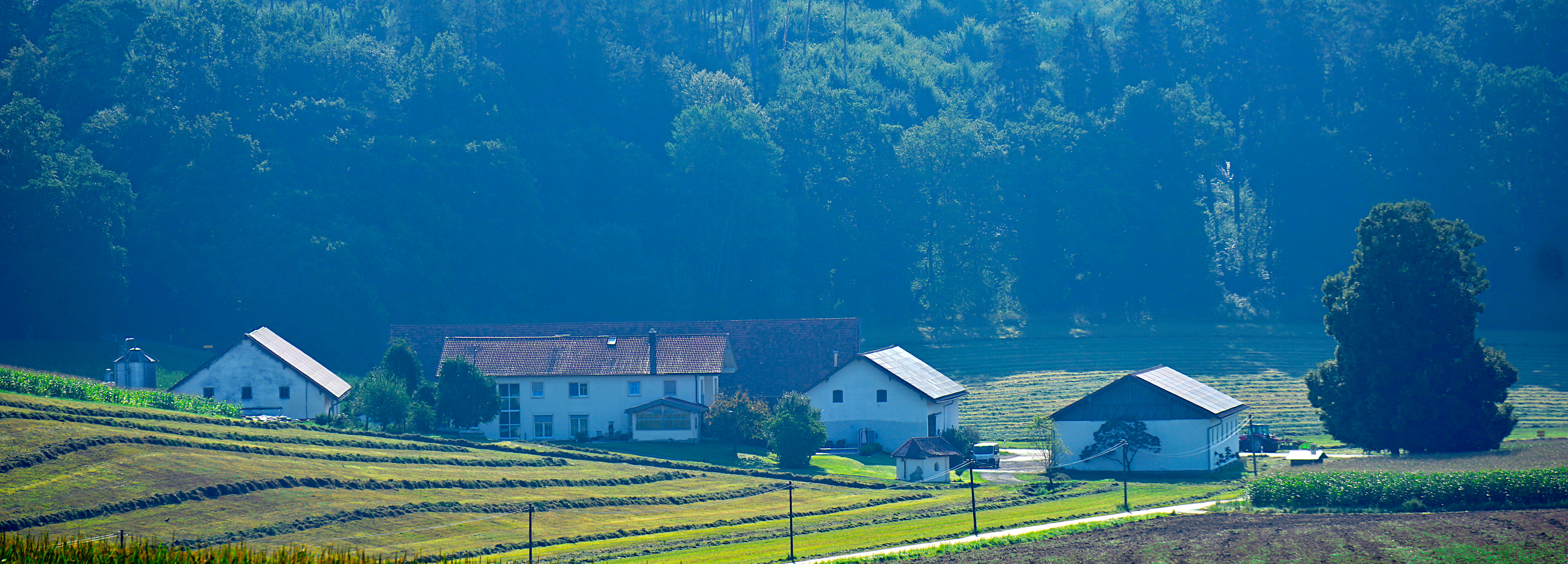
Sendlmeier
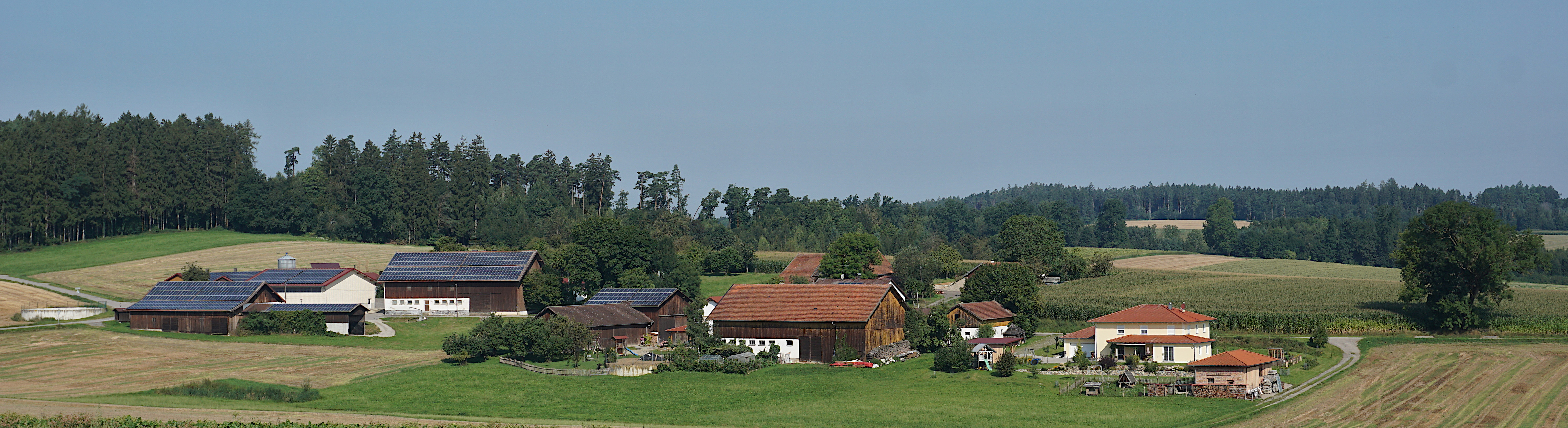
Siegerstorf
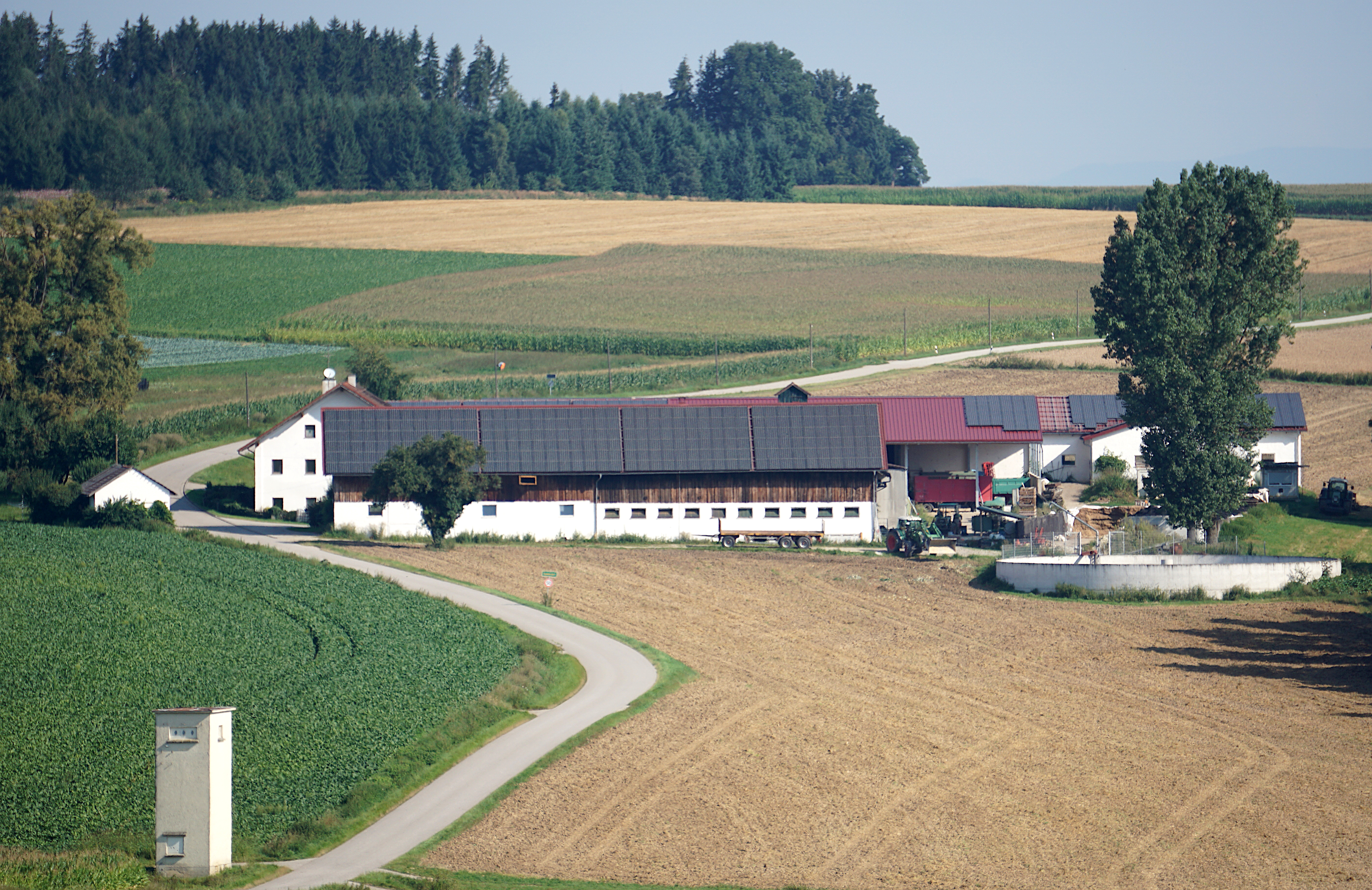
Sommerstorf
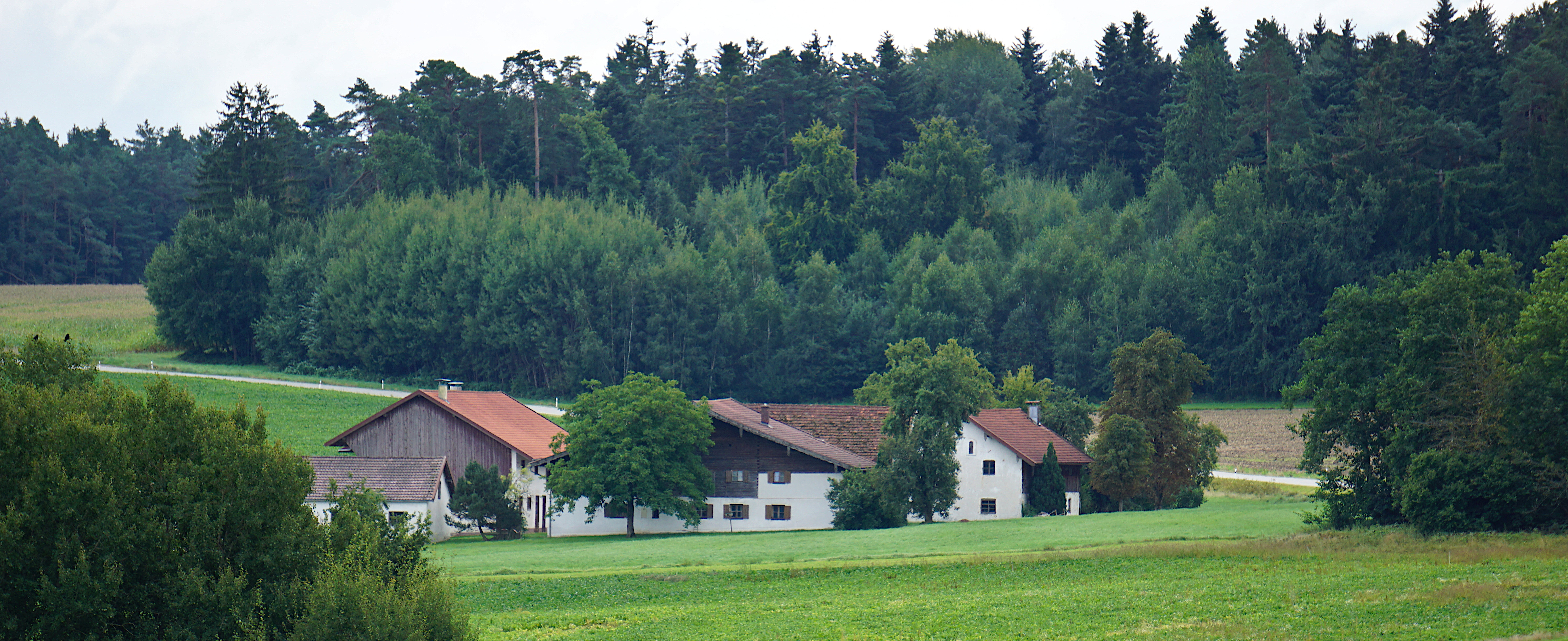
Unterreut
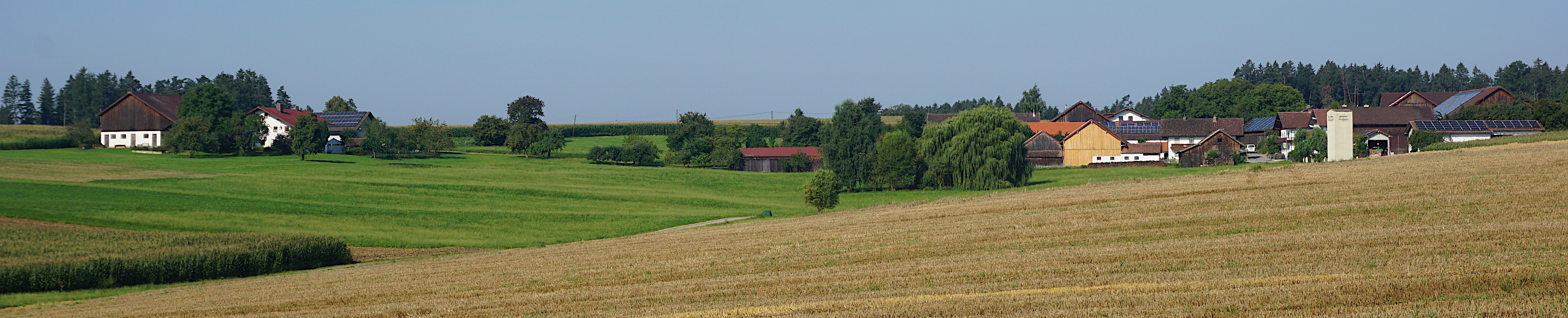
Volkstorf

#### Gemarkungen
Zu den neun Gemarkungen von Markt Arnstorf zählen Arnstorf, Hainberg, Jägerndorf, Kohlstorf, Mariakirchen, Mitterhausen, Ruppertskirchen, Sattlern und Unterhöft.

## Geschichte

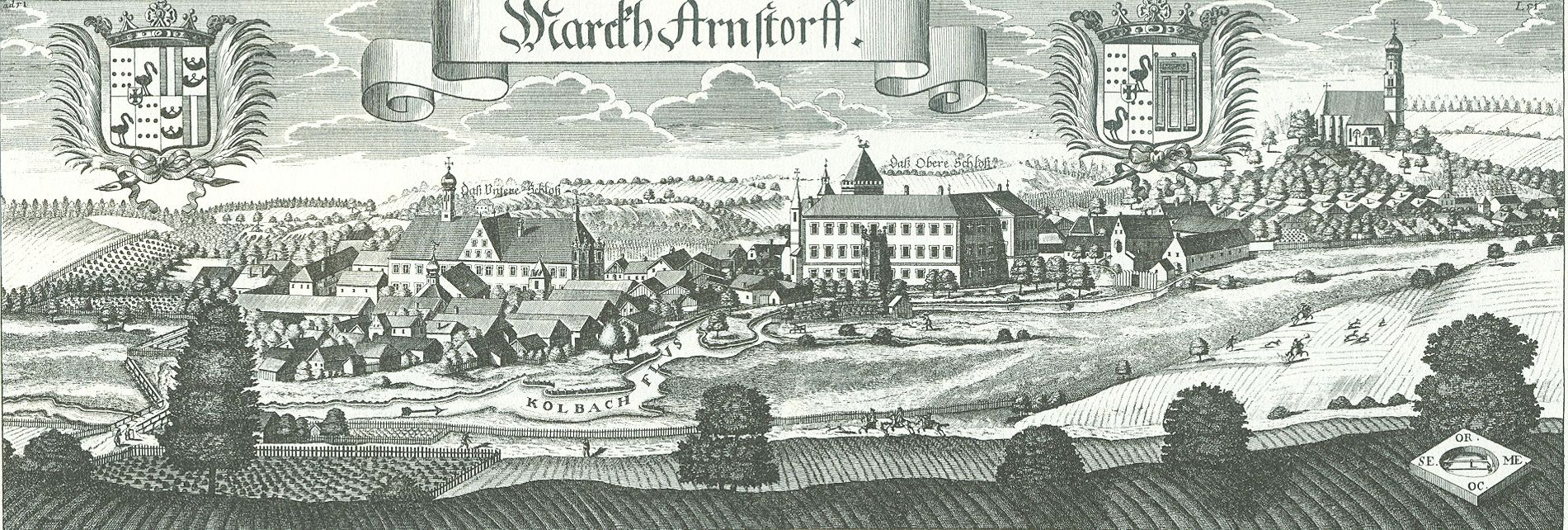
Markt Arnstorf nach einem Stich von Michael Wening von 1721

### Bis zum 19. Jahrhundert
Arnstorf wurde erstmals 1145 urkundlich erwähnt. Arnstorf gehörte vom 13. Jahrhundert bis 1847 den Freiherrn von Closen und stand unter bayerischer Landeshoheit.
Die Arnstorfer Closen waren als Hofmarksherren Richter und Grundherren. Sie übten die "Herrschaft" über Land und Leute ihres Besitzbereiches aus und besaßen das Scharwerksrecht sowie das alleinige Jagd- und Fischereirecht. Sie genehmigten die Zunft- und Handwerksordnung. Sie waren ausgestattet mit dem Patronatsrecht. 1419 hatten sie erreicht, dass Arnstorf durch die bayerischen Herzöge Ernst und Wilhelm zum Marktrecht erhoben wurde.
Mit der Markterhebung war (mit der Zustimmung der Märkte Eggenfelden und Pfarrkirchen) das Recht zur Abhaltung von Jahrmärkten verbunden. Mit der Verleihung des Marktrechtes war die wirtschaftliche Grundlage für den Markt gegeben und ermöglichte in der Folge eine kaufmännisch-gewerbliche Betätigung der Einwohner. Die Abgrenzung der verschiedenen rechtlichen Zuständigkeiten war hier oft umstritten, da Arnstorf das Marktrecht besaß, Sitz einer geschlossenen Hofmark war und zudem in drei verschiedenen Hochgerichtsbereichen lag (Landgericht Eggenfelden, Reichenbach und Landau).
Bei der Gemeindebildung 1818 durch das Gemeindeedikt in Bayern setzte das Patrimonialgericht Arnstorf der Freiherren von Closen gegenüber dem Landgericht Eggenfelden die patrimonialgerichtische Konstituierung des Marktes selbst und der Gemeinden Jägerndorf und Hainberg durch. Nach dem Tod der Gräfin Agnes von Königsfeld (geb. Gräfin Closen) ging das Gräflich Königsfeld-Closen’sche Patrimonialgericht Arnstorf durch Heirat 1847 auf die Grafen von Deym über. Bereits 1848 wurde aber während der Revolution 1848/1849 in Deutschland das Patrimonialgericht Arnstorf aufgelöst.
Mit Verordnung vom 24. Februar 1862 wurde die Gemeinde Arnstorf aus dem Landgericht Eggenfelden ausgegliedert und dem 1861 neu errichteten Landgericht Arnstorf zugeteilt, das zusammen mit dem Landgericht Eggenfelden das Bezirksamt Eggenfelden bildete.

### 20. Jahrhundert
Im Jahr 1933 hatte Arnstorf 1734 Einwohner. Aus dem Bezirksamt Eggenfelden ging 1939 der Landkreis Eggenfelden hervor. Seit Auflösung des Amtsgerichtes Arnstorf am 15. Juni 1943 gehörte Arnstorf zum Amtsgericht Eggenfelden.
1903 erhielt Arnstorf mit der Eröffnung der Bahnstrecke Landau–Arnstorf einen Eisenbahnanschluss. Die Strecke wurde 1994 stillgelegt, auf ihrer Trasse verläuft seit 1999 ein Radweg.

### Eingemeindungen
Im Zuge der Gebietsreform in Bayern wurden am 1. Januar 1972 wurden die Gemeinden Hainberg und Ruppertskirchen sowie Teile von Mitterhausen und Unterhöft eingegliedert. Jägerndorf folgte am 1. Juli 1972. Kohlstorf und Mariakirchen folgten am 1. Mai 1978.

### Abtretungen
Am 1. Januar 1975 wurde ein Gebiet mit etwa 100 Einwohnern an die Nachbargemeinde Malgersdorf abgetreten.

### Einwohnerentwicklung
Zwischen 1988 und 2018 wuchs der Markt von 5584 auf 6978 um 1394 Einwohner bzw. um 25 %.

## Politik

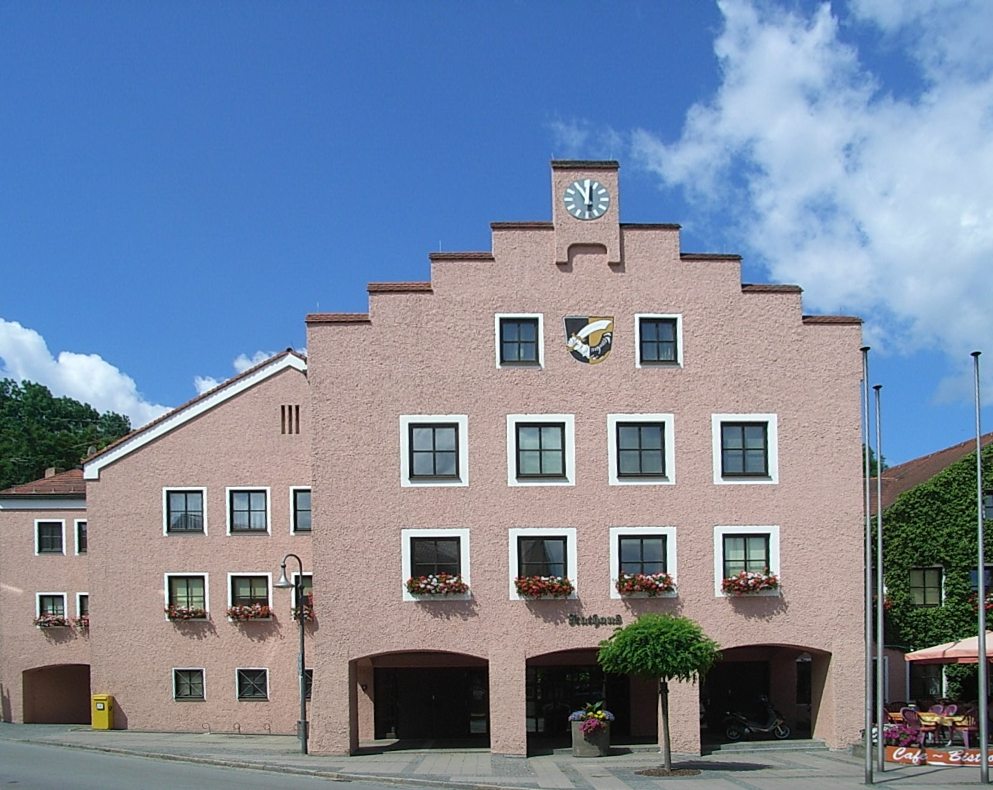
Das Rathaus von Arnstorf

### Marktgemeinderat
Der Marktgemeinderat setzt sich aus dem 1. Bürgermeister und 20 Marktgemeinderatsmitgliedern zusammen. Die Kommunalwahlen 2020 führten zu der folgenden Sitzverteilungen im Marktgemeinderat:
|                         | 2020 | 2014 |
| ----------------------- | ---- | ---- |
| CSU                     | 5    | 5    |
| LWG Mariakirchen        | 2    | 3    |
| SPD                     | 2    | 2    |
| LWG Ruppertskirchen     | 2    | 2    |
| LWG Jägerndorf          | 2    | 2    |
| LWG Mitterhausen        | 2    | 2    |
| UWG                     | 2    | 2    |
| Junge Generation        | 1    | 1    |
| LWG Hainberg-Neukirchen | 2    | 1    |
| Gesamt                  | 20   | 20   |

### Bürgermeister
Christoph Brunner ist Bürgermeister seit Mai 2020.

### Wappen
| | Blasonierung: „In von Schwarz und Gold gespaltenem Schild ein von links vorbrechender, in verwechselten Farben gekleideter Arm, ein silbernes Schwert mit goldenem Griff haltend.“ |
| Wappenbegründung: Der säbelschwingende Arm soll ein altes Reichssymbol für Marktfrieden darstellen, die Farben sind diejenigen des Wappens derer von Closen (Adelsgeschlecht). | |

### Gemeindepartnerschaften
- Rossatz-Arnsdorf, Niederösterreich
- Eybens, Frankreich

## Kultur und Sehenswürdigkeiten

### Bauwerke

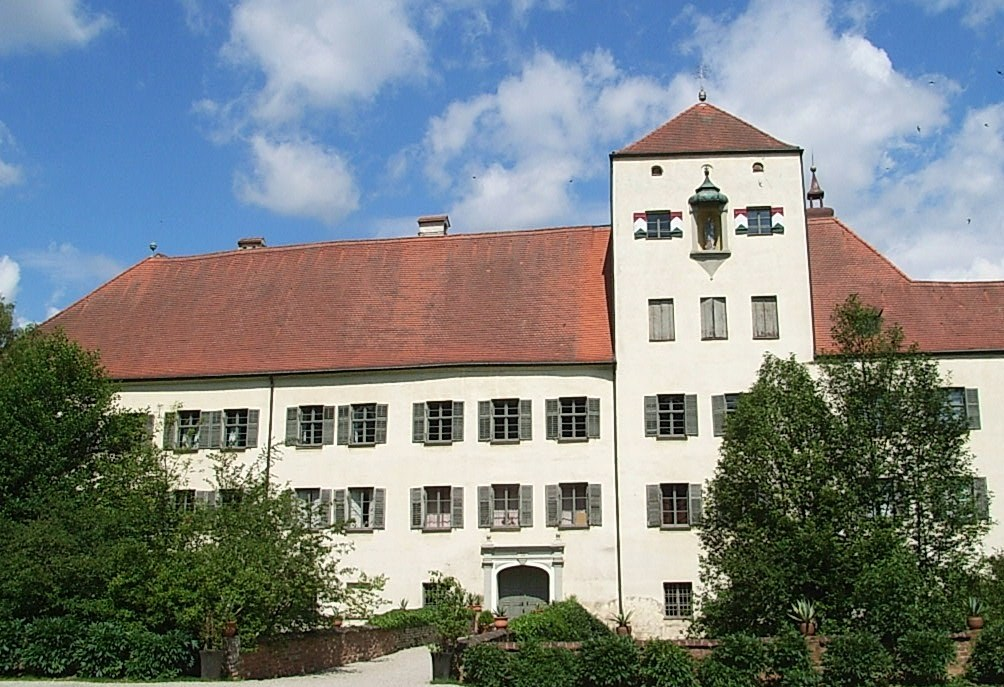
Das Obere Schloss

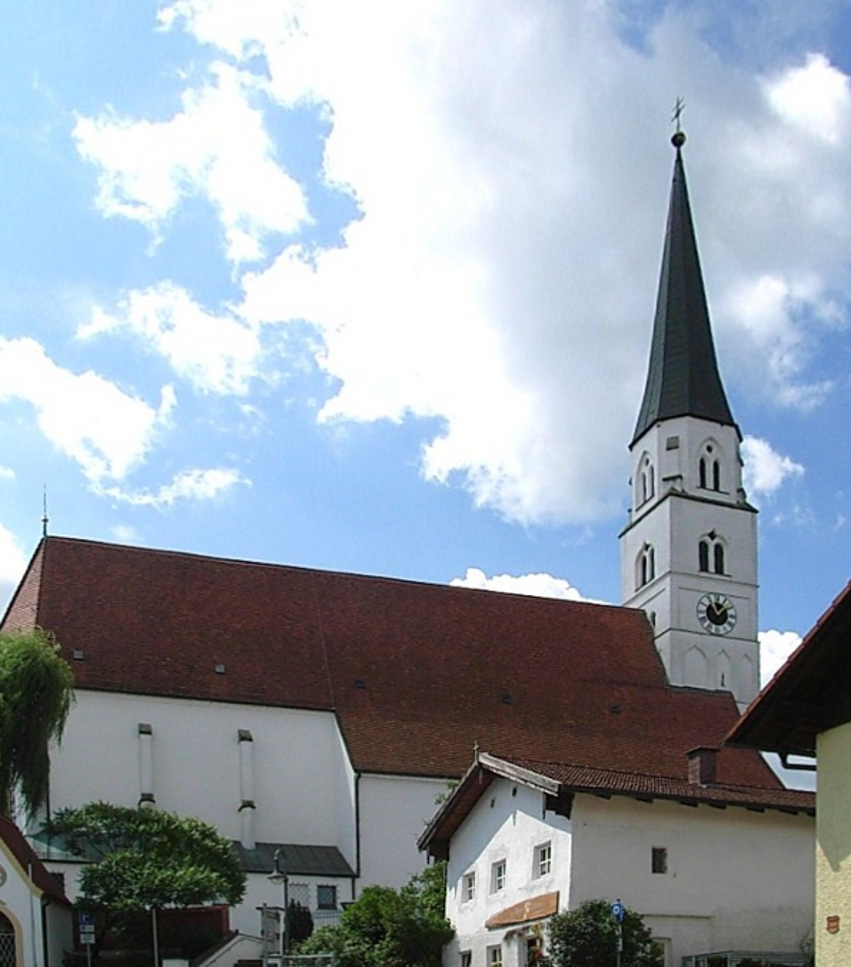
Die Pfarrkirche St. Georg

- Spätgotische Pfarrkirche St. Georg

Arnstorf wird 1253 erstmals als Pfarrei genannt. Die jetzige Kirche wurde im 15. Jahrhundert im spätgotischen Stil erbaut. Der gotischen Einrichtung folgte eine barocke Ausstattung.
- Schneekapelle

Schon um die Zeit des Dreißigjährigen Krieges stand an der Stelle, wo später die Kapelle Maria Schnee erbaut wurde, eine Kreuzsäule, bei der Arnstorfer ihre Anliegen der Fürbitten Mariens anvertrauten. Baujahr und Baumeister der Schneekapelle sind unbekannt. Die ungefähre Bauzeit lässt sich aufgrund des ausgeliehenen Kapitals aus der Kapellenstiftung, auf die Zeit zwischen 1723 und 1730 errechnen.
- Das „Alt-Arnstorf-Haus“

Ein heimatkundlich engagierter Verein machte 1980 das an der Steinbachbrücke gelegene Blockhaus (18. Jahrhundert) mit angebautem Stall und Scheune vom Typus des „Eckflez-Hauses“ als Museum zugänglich. Er stellt darin Möbel, Hausrat und landwirtschaftliche Geräte aus. Eine komplett eingerichtete Schusterwerkstatt gibt Einblick in das Handwerksleben vergangener Zeiten. Seit 1993 wird die Sammlung des Arnstorfer Photographen Joseph Gollwitzer mit 25.000 Glasnegativen inventarisiert und archiviert.
- Das Obere Schloss

In der vom Markttreiben abgerückten, ins 15. Jahrhundert zurückgehenden Wasserburg schufen die Reichsfreiherren von Closen einen repräsentativen Adelssitz. Das Schloss ging im 19. Jahrhundert durch Heirat in den Besitz der Grafen Deym über. Zwei Prunkräume, darunter der sogenannte Kaisersaal, wurden 1714 von Melchior Steidl mit mythologischen Szenen ausgestaltet. Der Freskant war nicht nur mit der Barockkunst Roms vertraut, sondern hatte an den besten Fürstenhöfen gearbeitet. In den kleineren der beiden Prunkräume wurde im 19. Jahrhundert, dem damaligen Zeitgeist entsprechend, ein privates Theater eingebaut. Die Schlosskapelle St. Katharina mit einem Deckenfresko von Steidl wurde 1715 umgestaltet. Die im Schloss-Innenhof unter den Arkaden stehende Reitergruppe des hl. Drachenkämpfers Georg stammt vom ehemaligen Hochaltar der Pfarrkirche und wird Johann Christoph Bendl zugeschrieben.
- Das Untere Schloss

Nachdem die Reichsfreiherren von Closen Anfang des 17. Jahrhunderts eine Teilung der Herrschaft vereinbart hatten, schuf sich der jüngere Zweig unten in der Marktsiedlung eine neue Residenz; gewiss kein Meisterwerk der Schlossbaukunst, aber ein markantes Gebäude mit interessantem Giebel und Ecktürmen. Bemerkenswert ist das Portal mit der Madonnen-Nische darüber.

### Regelmäßige Veranstaltungen
- Mittelalterfest (alle drei Jahre, nächstes Juni 2025)
- Schäfflertanz (alle sieben Jahre, nächstes Mal 2026)
- Volksfest (beginnend am Freitag vor dem ersten Samstag im August)

## Bildung
- Grundschule Arnstorf
- Closen-Volksschule Arnstorf (Mittelschule)
- Staatliche Realschule Arnstorf (gegründet 2004)
- Volkshochschule Arnstorf

## Söhne und Töchter
- Ludwig M. Eichinger (* 1950), Sprachwissenschaftler und Hochschullehrer
- Hans Lindner (* 1941), Gründer der Lindner AG
- Michael Pexenfelder (1613–1685), Lehrer, Lexikograph und Jesuit
- Ida Schumacher (1894–1956), Komödiantin und Volksschauspielerin
- Kilian Weybeck (1450–1534), 58. Abt der Abtei Niederaltaich
- Markus Willinger (* 1967), Organist und Professor für Orgelspiel
- Pauline Wimberger (* 1971), Medizinerin und Hochschullehrerin